# Ileana (Călărași)
Pour les articles homonymes, voir Ileana.
Ileana est une commune roumaine située dans le județ de Călărași.